# Arborícola
Arborícola é o termo usado para descrever animais cuja vida se dá principalmente nas árvores, tais como muitos primatas, aves, cobras e insetos.
Os macacos e gorilas são arborícolas.